# Oophaga
Oophaga — рід жаб родини дереволазів (Dendrobatidae). Види роду раніше відносились до роду Dendrobates. Поширені в Центральній і Південній Америці, від Нікарагуа до північного Еквадору (на висотах нижче 1200 метрів). Отруйні амфібіі.

## Етимологія
Oophaga означає з грецького "яйцеїд". Походить від дієти пуголовків.  Личинки живляться виключно незаплідненими ікринками, що відкладає матір. 

## Види
Описано 9 видів:
- Oophaga arborea
- Oophaga granulifera
- Oophaga histrionica
- Oophaga lehmanni
- Oophaga occultator
- Oophaga pumilio
- Oophaga speciosa
- Oophaga sylvatica
- Oophaga vicentei